# Rhuddlan Castle
Rhuddlan Castle (walesiska: Castell Rhuddlan) är en medeltida borgruin i Wales i Storbritannien. Den ligger i staden Rhuddlan i Denbighshire, 300 km nordväst om London. Borgen uppfördes 1277 av Edvard I av England. 
Rhuddlan Castle ligger 17 meter över havet. Runt Rhuddlan Castle är det ganska tätbefolkat, med 60 invånare per kvadratkilometer. Närmaste större samhälle är Colwyn Bay, 17,4 km väster om Rhuddlan Castle. Trakten runt Rhuddlan Castle består i huvudsak av gräsmarker.